# Monika Chrtianska
Monika Chrtianska (ur. 18 listopada 1996 w Zwoleniu) – austriacka siatkarka pochodzenia słowackiego, reprezentantka kraju, grająca na pozycji przyjmującej.
Jej ojciec Štefan Chrtiansky jest trenerem siatkarskim, a w przeszłości był siatkarzem. Również brat Štefan Chrtiansky Jr. uprawia siatkówkę.

## Kariera
| Lata                      | Klub                        |
| ------------------------- | --------------------------- |
| 2012–2016                 | Ti Meraner Volley Innsbruck |
| 2016–2017                 | Viteos Neuchâtel Université |
| 2017–2018                 | VBC Galina Schaan           |
| 2018 (do 12.2018)         | ASKÖ Linz-Steg              |
| 2018–2020 (od 25.12.2018) | Sm’Aesch Pfeffingen         |
| 2021–2022                 | SVS Post Schwechat          |
| 2022–                     | Dauphines Charleroi         |

## Sukcesy klubowe
Puchar Austrii:
- 2019, 2022

Mistrzostwo Austrii:
- 2019
- 2022

Mistrzostwo Szwajcarii:
- 2020
- 2021

Superpuchar Szwajcarii:
- 2020

## Sukcesy reprezentacyjne
Liga Europejska – Srebrna:
- 2018, 2021